# Chiesa di San Nicola (Città Vecchia)
La chiesa di San Nicola (in ceco Kostel svatého Mikuláše) è situata a Praga, nella Città Vecchia, ed è la maggiore della città dopo la Cattedrale di San Vito. Centro di culto principale della confessione nazionale cristiana ussita, non deve essere confusa con l'omonima chiesa situata nel Piccolo Quartiere.
Fin dal XII secolo in questo luogo sorgeva un tempio che aveva il ruolo di chiesa parrocchiale della Città Vecchia fino al XIV secolo, allorché fu portata a termine la chiesa di Santa Maria di Týn. Dopo la battaglia della Montagna Bianca nel 1620, essa divenne parte di un monastero benedettino. L'edificio attuale, di Kilian Ignaz Dientzenhofer, fu terminato nel 1735. La chiesa fu spogliata nel 1781, quando Giuseppe II fece chiudere tutti i monasteri che non svolgevano attività socialmente utili.
Durante la prima guerra mondiale la chiesa di San Nicola fu usata come sede della guarnigione di stanza a Praga, ma il colonnello che la comandava approfittò dell'occasione per restaurarla. La cupola è affrescata con le vite di San Nicola di Bari e San Benedetto, opera di Kosmas Damian Asam.
La chiesa è aperta al pubblico dalle 10 alle 16 tutti i giorni escluso il lunedì e dalle 10 alle 17 il mercoledì.

## Storia

### Costruzione

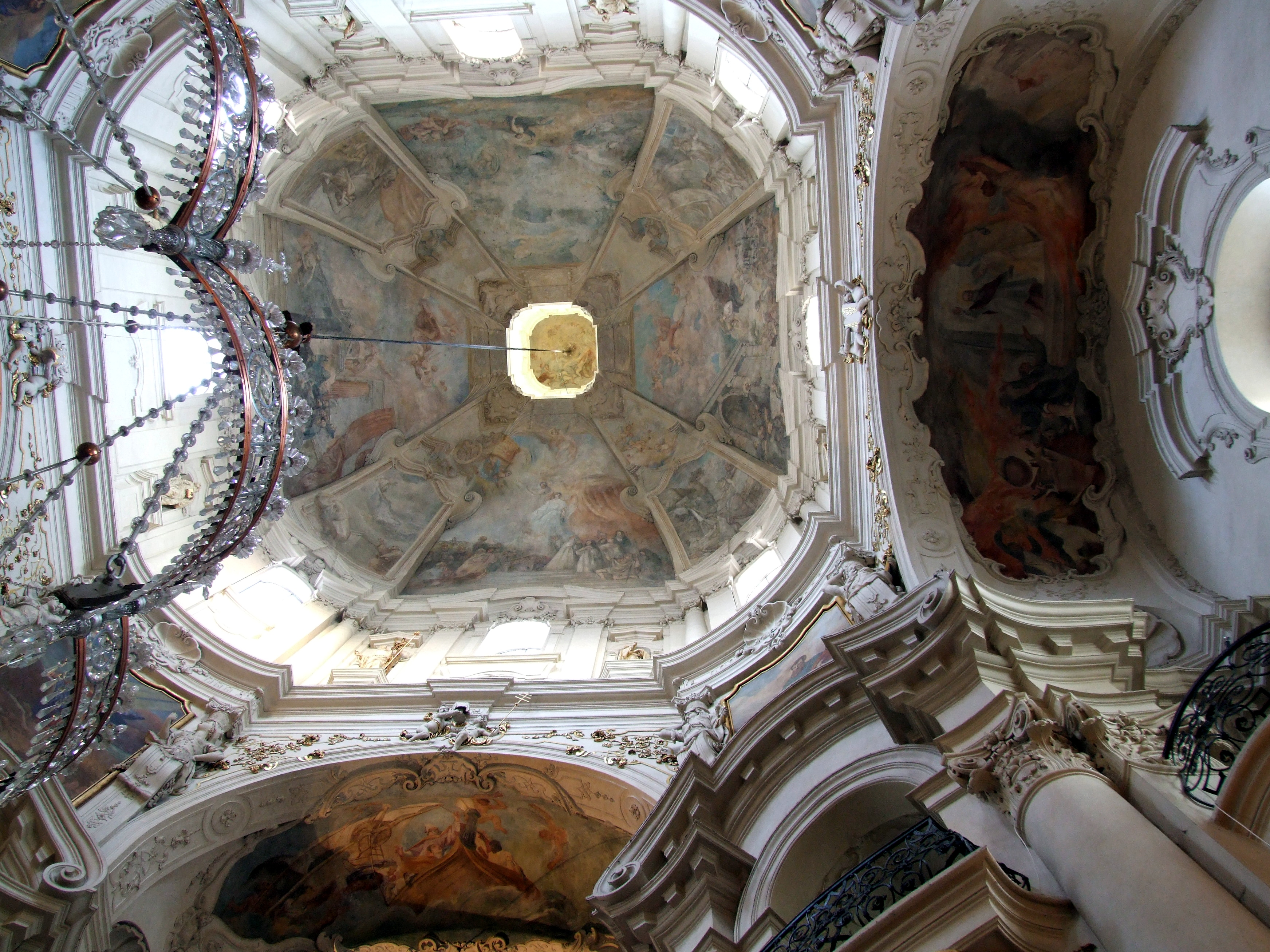
La cupola affrescata.

La chiesa di San Nicola è una delle più antiche della Città Vecchia di Praga, si trova infatti citata nei documenti storici già a partire dal 1273. Nell'originaria chiesa parrocchiale, che si distingueva per una tradizione di grandi predicatori, esercitarono il loro ufficio Jan Milíč da Kroměříž, Matěj da Janov ed altri esponenti dell'hussitismo e della riforma.
La facciata della chiesa era originariamente rivolta verso la piccola piazza chiamata "mercato dei polli" ed era circondata da edifici, demoliti col passare del tempo, quindi la sua attuale collocazione nella piazza della Città Vecchia (in ceco Staroměstské náměstí) influenza negativamente l'effetto visivo finale, dato che la struttura non era stata progettata per una visione a lunga distanza.
Kilián Ignác Dienzenhofer, dovendo reagire allo spazio ristretto che aveva a disposizione, concepì la chiesa come il corpo centrale allungato di una pianta a croce, sormontato da una cupola poggiante su un tamburo ottagonale. La Chiesa di San Nicola è una delle sue migliori realizzazioni e lo spazio interno dell'edificio, creato in modo complesso con uno strano gioco di luci e una pittoresca plasticità, rappresenta uno dei più suggestivi interni sacri praghesi.

### Secoli XVII e XVIII

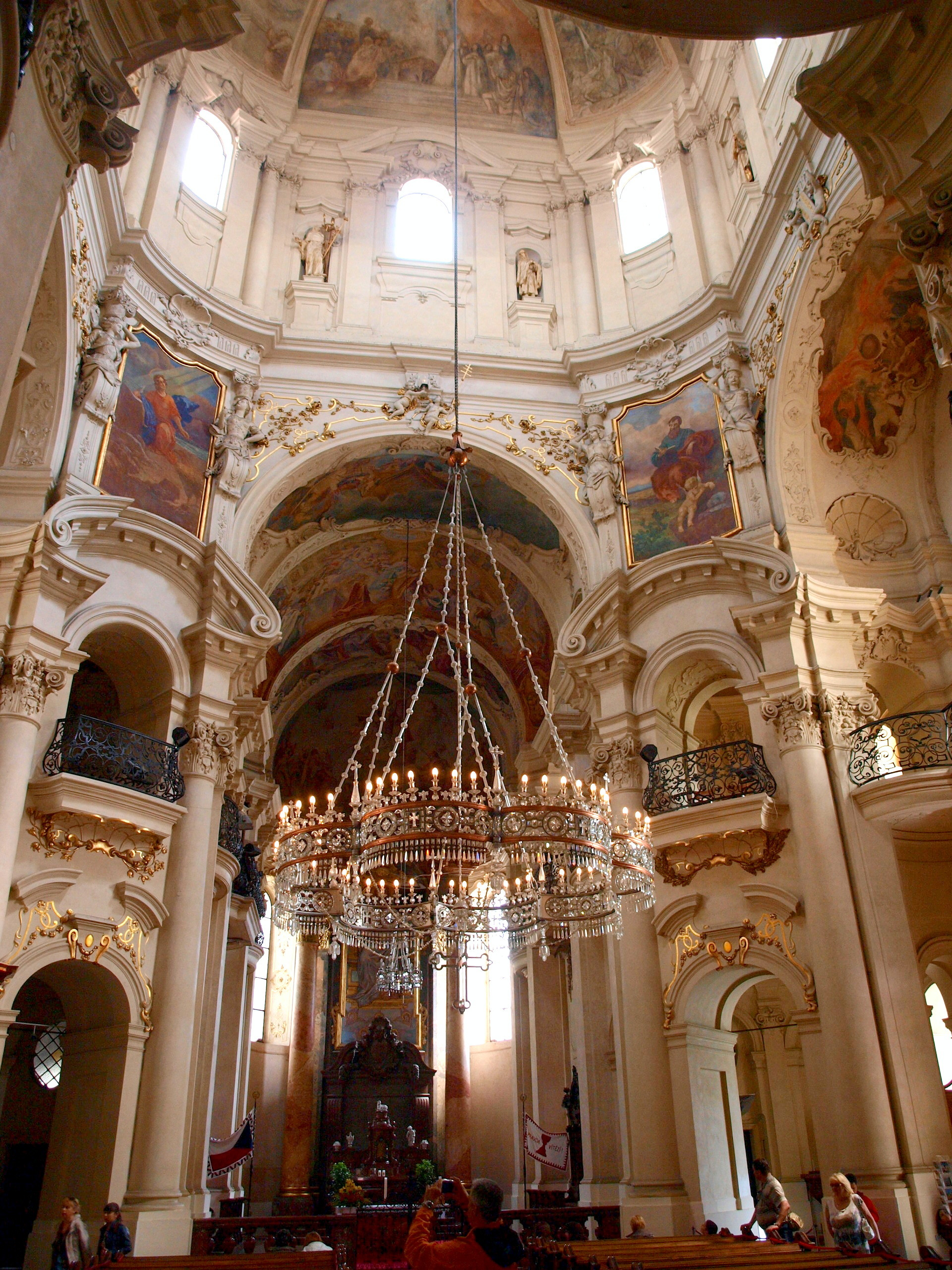
Veduta dell'interno.

Nel 1635 la chiesa passò ai benedettini del convento di Emmaus, chiamato Na Slovaneč, i quali vi edificarono gradualmente il loro centro religioso. Dopo la costruzione del convento venne iniziata la costruzione della nuova chiesa, realizzata in forme rudimentali dal 1727 al 1735, consacrata nel 1737 e portata al termine nel 1739, seguendo il progetto elaborato da Kilián Ignác Dienzenhofer, il più famoso architetto del barocco praghese.
La decorazione a stucco è opera di Bernardo Spinetti. Negli anni 1735 e 1736 il famoso pittore e decoratore bavarese Cosmas Damian Asam eseguì gli affreschi della cupola del coro, aventi come tema la celebrazione di San Nicola, ossia l'apoteosi del santo come pilastro della chiesa, i popoli di tutto il mondo lo venerano, la Vergine Maria che lo accoglie in cielo e il suo miracolo sul mare, e di San Benedetto da Norcia, nonché i motivi tratti dal Vecchio Testamento (Mosè disseta le genti del deserto, Giuseppe e la moglie di Putifarre e Davide che suona l'arpa).
Sopra la balconata, inseriti in cornici di stucco dorate, ci sono gli affreschi che raffigurano i quattro Evangelisti, in parte ridipinti su pitture precedenti e in parte creati ex novo. La decorazione scultorea esterna, risalente allo stesso periodo, proviene dall'officina praghese di Antonín Braun. Nella navata della chiesa, poste su basamenti collocati in nicchie semicircolari, si trovano otto statue di santi e sante (Sant'Elena e San Benedetto sulla parete orientale, San Bernardo di Chiaravalle e Santa Teresa sulla parete meridionale, Santa Margherita e un'altra santa sconosciuta sulla parete occidentale e una figura di un pontefice e una santa con un libro sulla parte settentrionale). Nelle nicchie al pianterreno si trovano due statue di gesso recenti che raffigurano San Giorgio e San Michele.
Del ricco arredamento originario della chiesa non rimane quasi nulla. L'altare maggiore, risalente al 1737, è di marmo artificiale con colonne dai capitelli dorati, il quadro raffigurante Santa Maria, del 1917, è stato sostituito con un dipinto di Gesù Cristo. Il pulpito in legno marmorizzato, risalente alla prima metà del XVIII secolo, è molto semplice e la sua decorazione costituita solo da un grappolo d'uva dorato, dai bassorilievi dorati dei quattro Evangelisti e dalle statuette lignee di santi poste sulla piccola tettoia piana.
Degni di nota sono i banchi risalenti al periodo tra il 1730 e il 1735, che s'inseriscono bene nello stile complessivo dell'edificio. L'organo, ornato da statue di angeli e da una decorazione di drappeggi intagliati, è stato creato nel secondo trentennio del XVIII secolo.

### Secoli XIX e XX

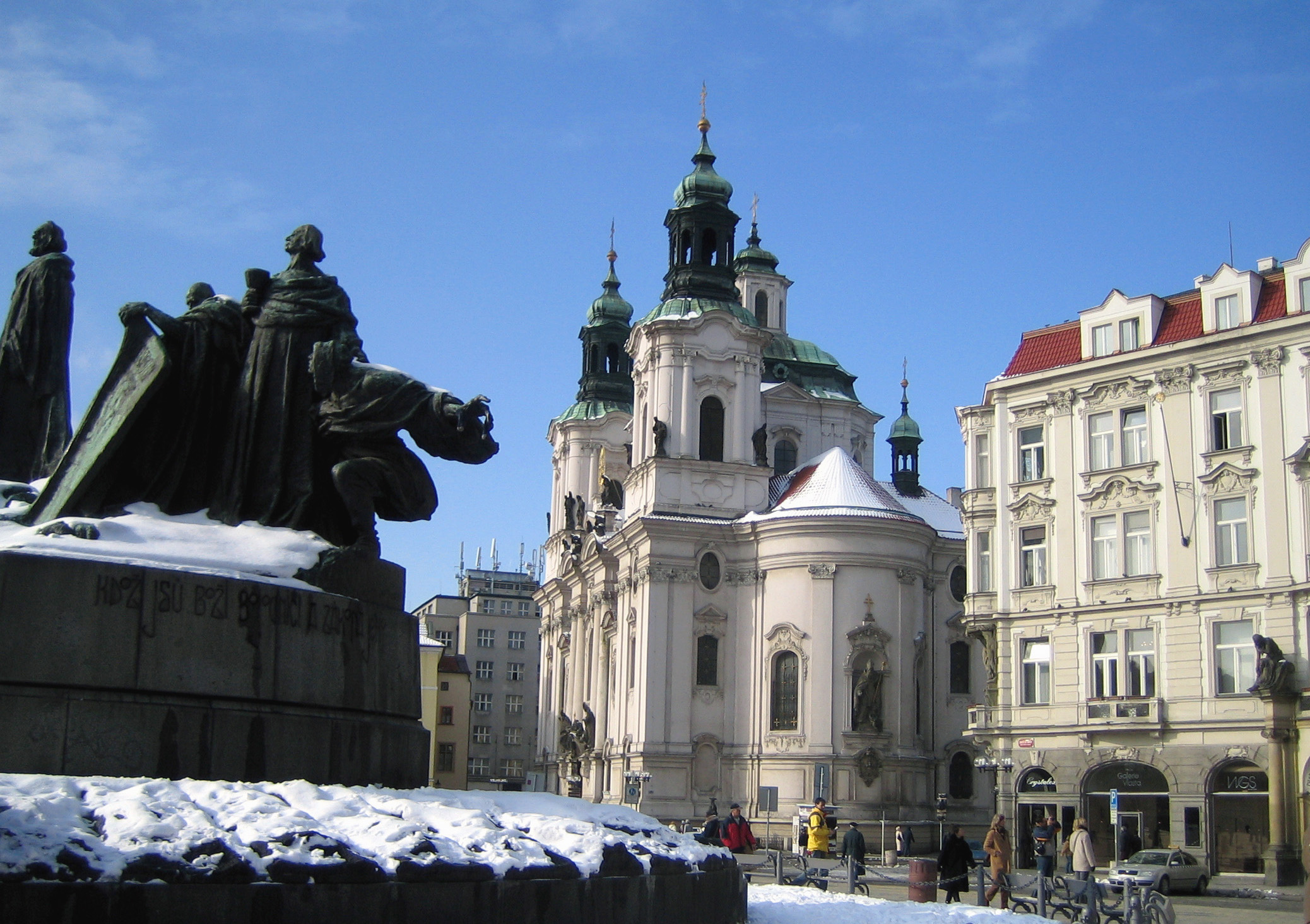
Il monumento a Jan Hus, patriarca dell'hussitismo, in primo piano, e in secondo piano la Chiesa di San Nicola.

Nel 1787, nell'ambito delle riforme dell'imperatore Giuseppe II, la chiesa venne soppressa e il suo prezioso arredamento venne venduto e asportato. La chiesa stessa fu acquistata dal Municipio di Praga, che in tal modo la salvò de facto dalla rovina. L'edificio venne usato per un breve periodo come granaio e più tardi vi ebbe sede l'archivio dell'Ufficio del registro.
Nel 1865, dopo essere stata ristrutturata come sala da concerti, la chiesa venne usata temporaneamente per scopi culturali. Fu restituita a scopi religiosi quando venne data in affitto alla Chiesa ortodossa russa nel 1871. A questo periodo risale, tra le altre cose, il lampadario di cristallo prodotto nelle vetrerie di Harrachov, nella Boemia settentrionale.
L'edificio del convento venne demolito nel 1898 e al suo posto venne costruita, tra gli anni 1901 e 1902, una casa privata in stile neobarocco. Nel 1916 la chiesa venne adibita a cappella militare e fu oggetto di un sostanziale restauro, mentre l'interno veniva arricchito con una serie di statue, dipinti e accessori di artigianato artistico in stile neobarocco. A partire dal 1920 la chiesa serve come luogo di culto per la Chiesa hussita cecoslovacca, che è stata proclamata in questo luogo l'11 gennaio 1920 (mentre agli ortodossi veniva concessa l'ex chiesa cattolica di San Carlo Borromeo divenuta poi la Cattedrale dei Santi Cirillo e Metodio).
Per la maggior parte dell'anno nella Chiesa di San Nicola si tengono quasi tutti i giorni concerti di musica rinascimentale, barocca e classica. L'eucaristia viene celebrata ogni domenica alle 10.30.

## Architettura

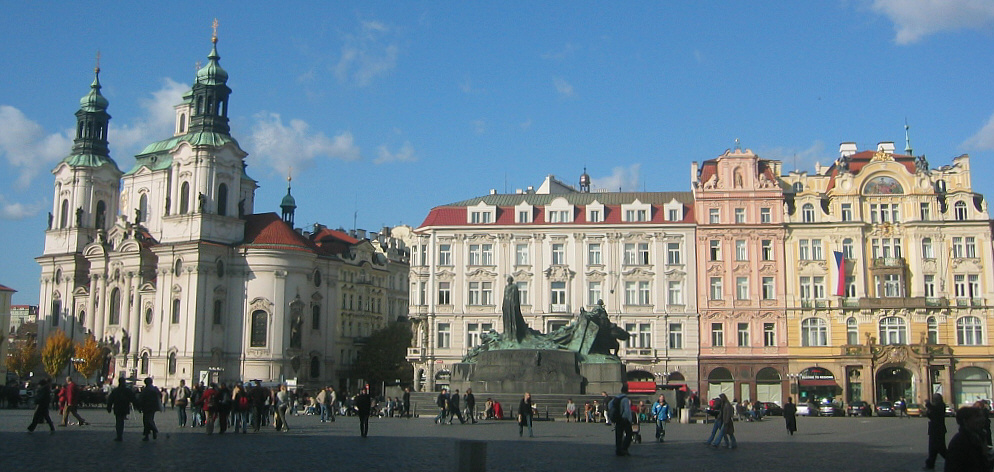
Veduta della Chiesa di San Nicola e degli edifici circostanti nella Piazza della Città Vecchia.

La Chiesa di San Nicola è costruita in stile barocco, imbiancata all'esterno di bianco e riccamente affrescata all'intero con molte statue e decorazioni in marmo. La cupola in bronzo, che, se vista dall'interno, è affrescata, e le due torri costituiscono i punti più alti della chiesa.
Parte integrante della decorazione della chiesa sono i quattro affreschi con le cornici in stucco dorato. Gli Evangelisti illustrano, ciascuno a modo proprio, la biografia di Gesù di Nazareth. Essi sono raffigurati con i rispettivi attributi: Matteo (l'angelo), Marco (il leone), Luca (il toro) e Giovanni (l'aquila).

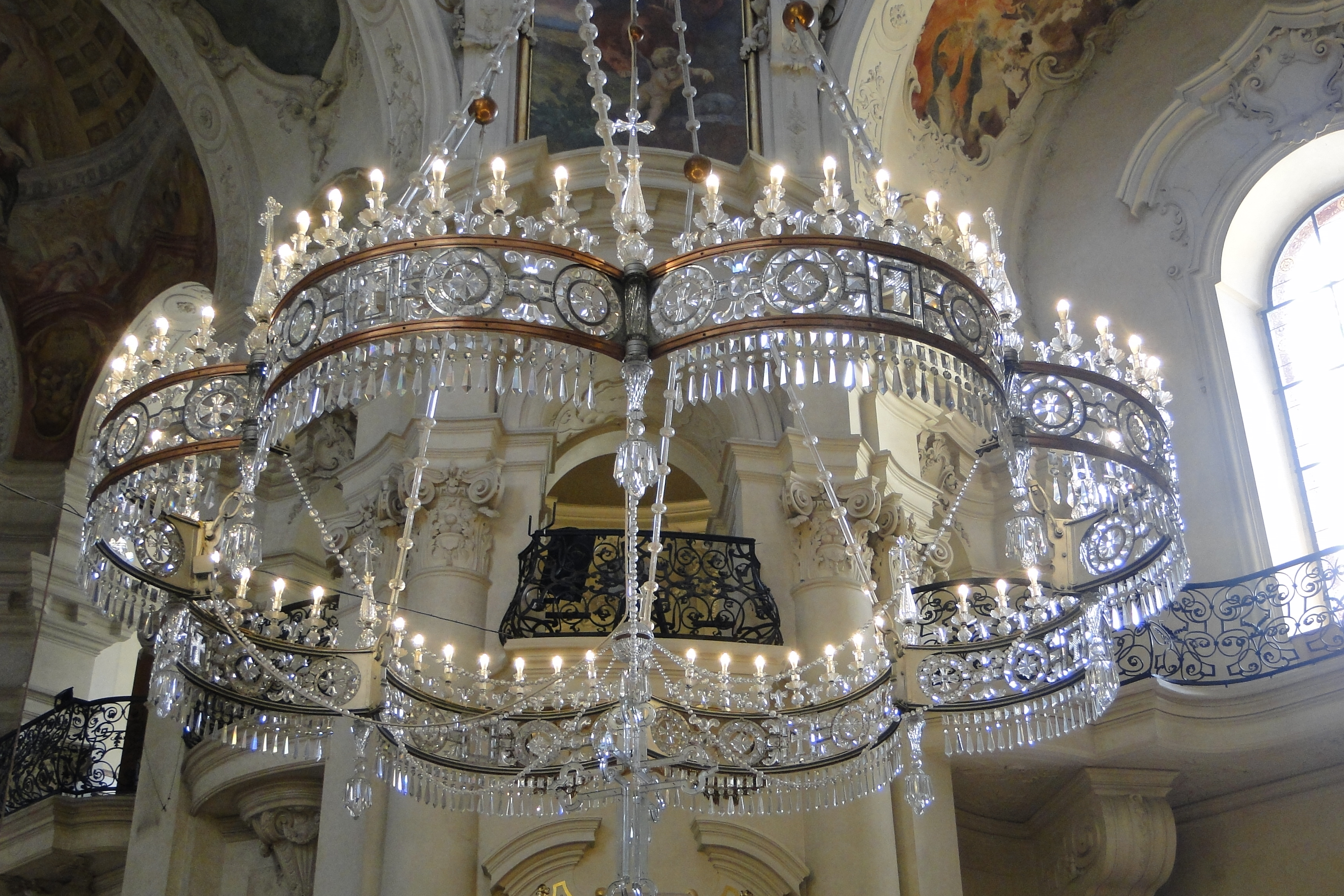
Il lampadario in cristallo di Harrachov

Il lampadario della chiesa, a forma di corona dello zar e del peso di 1400 chilogrammi, è stato fabbricato nelle vetrerie di Harrachov nel 1880. È costituito da una struttura circolare in ferro con un diametro di quattro metri, composta da otto segmenti doppi, ed è completato da parti in cristallo molato. Al centro è appesa una croce di cristallo. Si tratta di un regalo fatto dallo zar Nicola II di Russia alla chiesa nel periodo in cui teneva le sue funzioni la Chiesa ortodossa russa.

## Organo

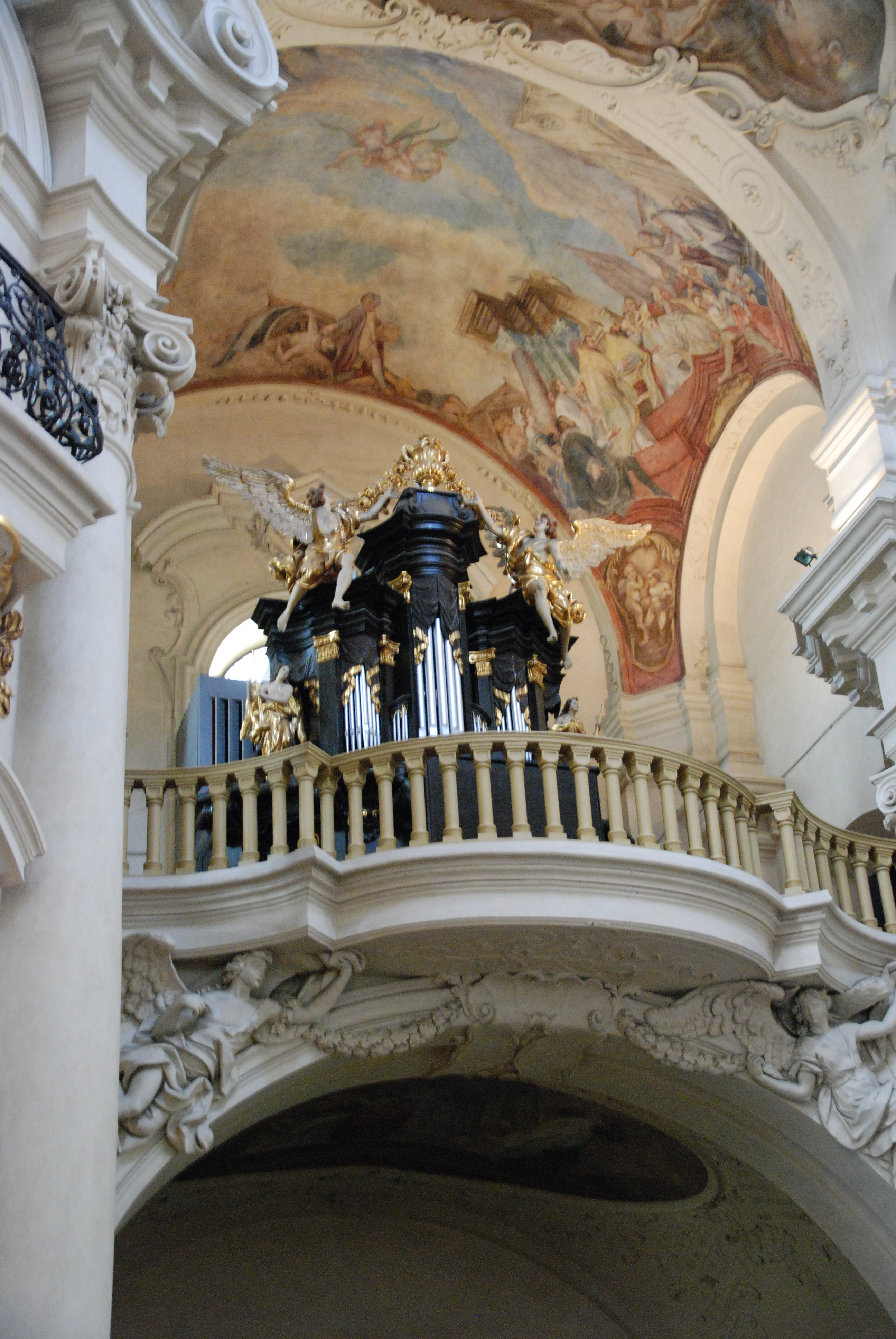
L'organo

L'organo della chiesa risale al secondo trentennio del XVIII secolo ed originariamente si trovava nella chiesa gesuitica di Bohosudov. La parte anteriore dell'organo, tripartita, lignea e in stile barocco, è verniciata di nero e decorata da un vaso, un motivo floreale, dei baldacchini, delle conchiglie, due figure di angeli assisi e due figure di angeli eretti con le trombe. Nel 1949 il meccanismo originale dell'organo è stato sostituito con uno nuovo.